# Un paso más en la batalla
Un paso más en la batalla es el segundo álbum de estudio de la banda argentina de heavy metal V8, publicado en 1984 por el sello discográfico Umbral Discos.
Este es el último trabajo en contar con el baterista Gustavo Rowek y el guitarrista Osvaldo Civile, que serían reemplazados por Gustavo Andino y Walter Giardino respectivamente.

## Detalles
El álbum junto al resto del catálogo de la banda fue reeditado en 1992 por el sello Radio Trípoli. 
Algunos de los temas fueron arreglados o incluso compuestos durante el transcurso mismo de la grabación, tal es el caso de «Lanzado al mundo hoy».
Generalmente los temas eran gestados por el bajista Ricardo Iorio en su casa, con una guitarra criolla; luego en los ensayos les pasaba a sus compañeros la base, les silbaba la melodía y, después de los aportes individuales de cada músico, componía las letras.
Tras una caótica grabación en los Estudios Panda de Buenos Aires, el disco estuvo terminado en septiembre de 1984, publicándose en noviembre, aunque el material estuvo disponible en disquerías con retraso.

## Lista de canciones
*Todas las canciones compuestas por Ricardo Iorio, Gustavo Rowek, Osvaldo Civile y Alberto Zamarbide
Lado A
1. "Deseando destruir y matar"
2. "Siervos del mal"
3. "La mano maldita"
4. "Cautivos del sistema"

Lado B
1. "Lanzado al mundo hoy"
2. "Ideando la fuga"
3. "Camino al sepulcro"
4. "Momento de luchar"

## Créditos
- Alberto Zamarbide - Voz
- Ricardo Iorio - Bajo, voz
- Osvaldo Civile - Guitarra
- Gustavo Rowek - Batería